# Испарто (Калифорнија)
Испарто (енгл. Esparto) насељено је место без административног статуса у америчкој савезној држави Калифорнија.

## Демографија
По попису из 2010. године број становника је 3.108, што је 1.25 (67,3%) становника више него 2000. године.
| Група             | 2000.       | 2010.         |
| Белци             | 959 (51,6%) | 1.322 (42,5%) |
| Афроамериканци    | 11 (0,6%)   | 45 (1,4%)     |
| Азијати           | 34 (1,8%)   | 129 (4,2%)    |
| Хиспаноамериканци | 782 (42,1%) | 1.538 (49,5%) |
| Укупно            | 1.858       | 3.108         |